# Mirafra cordofanica
Mirafra cordofanica е вид птица от семейство Чучулигови (Alaudidae).

## Разпространение
Видът е разпространен в Буркина Фасо, Мали, Мавритания, Нигер, Сенегал, Судан, Чад и Южен Судан.